# Wiedemannia kenyae
Wiedemannia kenyae är en tvåvingeart som beskrevs av Sinclair 1999. Wiedemannia kenyae ingår i släktet Wiedemannia och familjen dansflugor.
Artens utbredningsområde är Kenya. Inga underarter finns listade i Catalogue of Life.